# Hans Ormund Bringolf

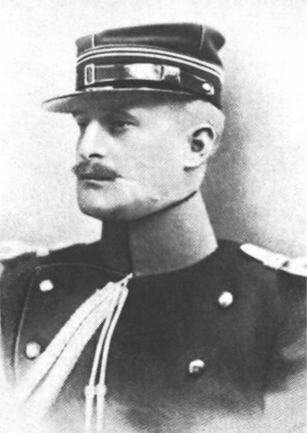
Hans Ormund Bringolf

Hans Ormund Bringolf (* 11. Januar 1876 in Baden-Baden; † 4. März 1951 in Hallau) war ein Schweizer Abenteurer.

## Leben

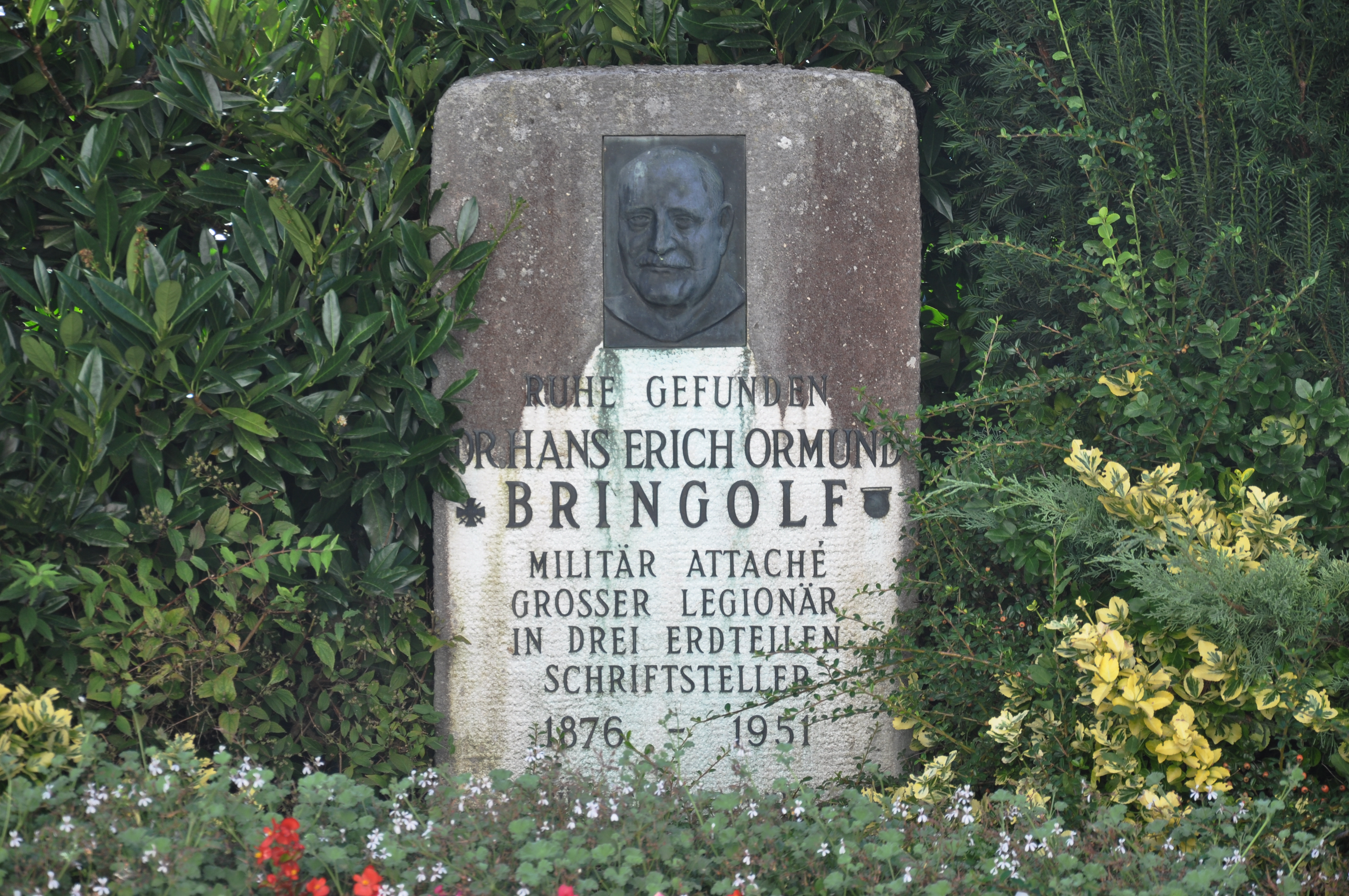
Grabmal an der Bergkirche Hallau

Bringolf kam als Sohn des Schweizer Obersts der Kavallerie und späteren Unternehmers Johann Bringolf und dessen russischer Ehefrau Katherina geb. Starikoff, verwitwete Tatarinoff, und als Halbbruder des Historikers Eugen Tatarinoff zur Welt. Nach Kindheit und erstem Schulbesuch in Schaffhausen machte er die Reifeprüfung in Neuenburg. Danach studierte er von Sommer 1894 an zunächst in Heidelberg und dann in Innsbruck, Wien, Rom und Berlin, bis er 1899 in Greifswald zum Dr. iur. promoviert wurde.
Das Studium unterbrach er verschiedentlich für Militärdienst und Truppenübungen in der Schweizer Armee. Dabei erhielt er von seinen Kameraden den Spitznamen Leutnant B. selig, da er bei Manövern mehrfach für tot erklärt wurde. Nach dem Studium war Bringolf bis 1904 im schweizerischen diplomatischen Dienst, wurde daraus jedoch entlassen, als er wegen Schulden Schecks fälschte. Wegen dieses Vorfalls schloss ihn seine Studentenverbindung aus der Heidelberger Zeit, das Corps Guestphalia Heidelberg, aus. Zur Vermeidung einer Haftstrafe floh er aus der Schweiz in die USA und kommandierte dann von 1906 bis 1908 ein US-amerikanisches Polizei-Truppenkontingent auf den Philippinen. Später war Bringolf wegen Betrugs in Lima (Peru) inhaftiert. Nach der Rückkehr nach Europa gab er sich in Heidelberg in hochstaplerischer Weise als Baron von Tscharner und Alter Herr des Corps Guestphalia aus und wurde daraufhin zu einer Haftstrafe verurteilt, die er in Mannheim absass. Nach Beginn des Ersten Weltkriegs wurde er Offizier in der französischen Armee und erlangte wegen besonderer Tollkühnheit an der serbischen Front den Beinamen Löwe von Manastir. Er wurde 1923 in die Ehrenlegion aufgenommen. Kurz darauf wurde er erneut als Betrüger entlarvt. Im Bürgerheim Hallau schrieb er den «Lebensroman des Leutnant Bringolf selig»  (1927).

## Werke
- Völkerrechtliche Verträge als Quelle von Interventionen bei internationalen Verwicklungen. Greifswald (Dissertation) 1899.
- Der Lebensroman des Leutnant Bringolf selig. Heidelberg 1927. 2. Auflage Zürich 1928.
- Feu le Lieutenant Bringolf. Paris, Éditions du Sans Pareil, collection "Les Têtes brûlées" n° 1, 1930. Übersetzt von Paul Budry, bearbeitet von  Blaise Cendrars.
- I have no regrets. Aus dem Deutschen übersetzt und mit einem Vorwort von Blaise Cendrars. New York 1932.
- Ein Schweizer Abenteurer in fremden Diensten. Solothurn 1942. Nachdruck Rorschach 1950.
- Un Aventurier suisse sous les drapeaux de l’étranger. L’Abbaye du Livre, Lausanne 1943. Übersetzung von Jean Buhler.